# Торсуев, Николай Александрович
Николай Александрович Торсуев (13 декабря 1902, Нижний Новгород — 6 мая 1978) — советский украинский учёный-медик, дерматовенеролог и лепролог, доктор медицинских наук (1939), профессор (1938).
Автор около 800 научных работ, в том числе 24 монографий, а также учебников по кожным и венерическим болезням.

## Биография
Родился 13 декабря 1902 года в Нижнем Новгороде в семье учителя математики Александра Николаевича Торсуева и его жены — Лидии Григорьевны, окончившей Бестужевские курсы в Москве и работавшей акушеркой.
В шестнадцать лет из последнего класса гимназии Николай добровольцем вступил в ряды Красной армии, участвовал в Гражданской войне, после которой поступил учиться в Нижегородский университет.
В 1925 году окончил медицинский факультет Нижегородского университете (позже — Горьковский университет). Получив диплом врача, работал сначала дерматологом в одной из больниц города, а затем цеховым врачом в только что построенном Горьковском автомобильном заводе. Здесь, с публикации первой статьи в «Нижегородском медицинском журнале» началась его научная деятельность.
С 1928 года началась серьёзная научно-исследовательская работа Николая Торсуева на кафедре кожных и венерических болезней медицинского факультета Горьковского университета. За время работы в Нижнем Новгороде (город Горький) он прошел путь от младшего научного сотрудника до приват-доцента. В 1937 году защитил кандидатскую диссертацию о профессиональных заболеваниях кожи от смазочных масел на Горьковском автомобильном заводе. В 1939 году защитил докторскую диссертацию «Нервы кожи и гистиоцитарные (барьерные) реакции кожи», которая в этом же году была удостоена второй премии на Всесоюзном конкурсе памяти Г. И. Мещерского.
После защиты докторской диссертации Н. А. Торсуев был избран по конкурсу заведующим кафедрой кожных и венерических болезней Симферопольского медицинского института (ныне Медицинская академия имени С. И. Георгиевского), был проректором по научной работе. Также преподавал в Таврическом национальном университете. С началом Великой Отечественной войны, в 1941 году, Симферопольский медицинский институт был эвакуирован в Армавир, а через год в Кзыл-Орду, где Николай Александрович впервые занялся вопросами лепрологии.
По рекомендации Минздрава СССР дальнейшая деятельность профессора Н. А. Торсуева проходила в Ростовском медицинском институте (1944—1961 годы, ныне Ростовский государственный медицинский университет), где он возглавлял кафедру и клинику кожных и венерических болезней. Большой Торсуева заслугой стало открытие в 1947 году Ростовского экспериментально-клинического лепрозория, где он работал главным врачом.
В 1961—1978 годах Н. А. Торсуев работал заведующим кафедрой кожных и венерических болезней Донецкого медицинского института (ныне Донецкий национальный медицинский университет). С 1976 по 1978 год был профессором-консультантом этой кафедры.
Наряду с научно-педагогической работой, Николай Александрович занимался общественной деятельностью: был редактором редотдела «Дерматология и венерология» Большой медицинской энциклопедии, членом редколлегий отечественного журнала «Вестник дерматологии и венерологии» и нескольких зарубежных, членом правлений Всесоюзного и Украинского обществ дерматовенерологов, экспертом ВОЗ по лепре, членом Международной ассоциации лепрологов.
Умер 6 мая 1978 года.
Николай Александрович Торсуев был библиофилом, его личная библиотека насчитывала порядка 25 тысяч томов. После смерти учёного она была передана в
дар Донецкому медицинскому институту.
14 декабря 2012 года в Донецке была установлена мемориальная доска профессору Торсуеву Николаю Александровичу в честь его 110-летия со дня рождения.

## Заслуги
- Был награждён орденом «Знак Почёта» и медалями. Удостоен почетного звания «Заслуженный врач РСФСР» (1955)[3], «Заслуженный деятель науки и техники Украинской ССР» (1965) и нагрудного знака «Отличник здравоохранения».
- Почётный член более 20 советских и зарубежных научных обществ дерматологов и лепрологов.[1]

## Публикации
- Торсуев Н. А., Вейнеров И. Б., Бухарович М. Н., Гольдштейн Л. М. Аллергические зудящие дерматозы. Киев: Здоров`я, 1973. — 132 с.
- Торсуев H. A., Бухарович М. Н. Сифилис. Киев: Здоров`я, 1975. — 136 с.
- Мирахмедов У. М., Торсуев Н. А., Бухарович М. Н., Фришман М. П. Краткое руководство по сифилидологии. Ташкент: Медицина, 1977. — 148 с.